# Premi Tony al millor actor protagonista de musical
El Premi Tony al Millor Actor Protagonista de Musical és atorgat a l'actor escollit com a millor actor en una obra musical, tant és que sigui una nova producció o un revival. El premi es concedeix des de 1948, però els nominats només van ser també anunciats des de 1956.

## Guanyadors

### 1940
- 1948 Paul Hartman a Angel a the Wings com "Horace" / "Mr. Blodgett" / "George" / "Dr. Hutchinson, W.T." / "The Stranger"
- 1949 Ray Bolger a Where's Charley? com "Charley Wykeham"

### 1950
| - 1950 Ezio Pinza a South Pacific com "Emile De Beque" - 1951 Robert Alda a Guys and Dolls com "Sky Masterson" - 1952 Phil Silvers a Top Banana com "Jerry Biffle" - 1953 Thomas Mitchell a Hazel Flagg com "Dr. Downer" - 1954 Alfred Drake a Kismet com "Hajj" - 1955 Walter Slezak a Fanny com "Panisse" - 1956 Ray Walston a Damn Yankees com "Mr. Applegate" - Stephen Douglass a Damn Yankees com "Joe Hardy" - William Johnson a Pipe Dream com "Doc" | - 1957 Rex Harrison a My Fair Lady com "Henry Higgins" - Fernando Lamas a Happy Hunting com "Duke of Granada" - Robert Weede a The Most Happy Fella com "Tony" - 1958 Robert Preston a The Music Man com "Harold Hill" - Ricardo Montalbán a Jamaica com "Koli" - Eddie Foy, Jr. a Rumple com "Rumple" - Tony Randall a Oh, Captain! com "Captain Henry St. James" - 1959 Richard Kiley a Redhead com "Tom Baxter" - Larry Blyden a Flower Drum Song com "Sammy Fong" |

### 1960
| - 1960 Jackie Gleason a Take Me Along com "Sid Davis" - Robert Morse a Take Me Along com "Richard Miller" - Walter Pidgeon a Take Me Along com "Nat Miller" - Andy Griffith a Destry Rides Again com "Destry" - 1961 Richard Burton a Camelot com "Arthur" - Phil Silvers a Do Re Mi com "Hubert Cram" - Maurice Evans a Tenderloin com "Reverend Brock" - 1962 Robert Morse a How to Succeed in Business Without Really Trying com "J. Pierrepont Finch" - Ray Bolger a All-American com "Professor Fodorski" - Alfred Drake a Kean com "Edmund Kean" - Richard Kiley a No Strings com "David Jordan" - 1963 Zero Mostel a Golfus de Roma com "Pseudolus" - Sid Caesar a Little Me com "Fred Poitrine" / "Mr. Pinchley" / "Noble Eggleston" / "Noble Junior" / "Otto Schnitzler" / "Prince Cherney" / "Val du Val" - Anthony Newley a Stop the World - I Want to Get Off com "Littlechap" - Clive Revill a Oliver! com "Fagin" - 1964 Bert Lahr a Foxy com "Foxy" - Sydney Chaplin a Funny Girl com "Nick Arnstein" - Bob Fosse a Pal Joey com "Joey Evans" - Steve Lawrence a What Makes Sammy Run? com "Sammy Glick" | - 1965 Zero Mostel a Fiddler on the Roof com "Tevye" - Sammy Davis, Jr. a Golden Boy com "Joe Wellington" - Cyril Ritchard a The Roar of the Greasepaint - The Smell of the Crowd com "Sir" - Tommy Steele a Half a Sixpence com "Arthur Kipps" - 1966 Richard Kiley a Man of La Mancha com "Don Quixot" / "Cervantes" - Jack Cassidy a It's a Bird…It's a Plane…It's Superman com "Max Mencken" - John Cullum a On a Clear Day You Can See Forever com "Dr. Mark Bruckner" - Harry Secombe a Pickwick com "Pickwick" - 1967 Robert Preston a I Do! I Do! com "Michael" - Alan Alda a The Apple Tree com "Adam" / "Captain Sanjar" / "Flip, the Prince Charming" - Jack Gilford a Cabaret com "Herr Schultz" - Norman Wisdom a Walking Happy com "Will Mossop - 1968 Robert Goulet a The Happy Time com "Jacques Bonnard" - Robert Hooks a Hallelujah, Baby! com "Clem" - Tony Roberts a How Now, Dow Jones com "Charley" - David Wayne a The Happy Time com "Grandpere Bonnard" - 1969 Jerry Orbach a Promises, Promises com "Chuck Baxter " - Herschel Bernardi a Zorba com "Zorba" - Jack Cassidy a Maggie Flynn com "The Clown" - Joel Grey a George M! com "George M. Cohan" |

### 1970
| - 1970 Cleavon Little a Purlie com "Purlie" - Len Cariou a Applause com "Bill Sampson" - Robert Weede a Cry for Us All com "Edward Quinn" - 1971 Hal Linden a The Rothschilds com "Mayer Rothschild" - David Burns a Lovely Ladies, Kind Gentlemen com "Col. Wainwright Purdy III" - Larry Kert a Company com "Bobby" - Bobby Van a No, No, Nanette com "Billy Early" - 1972 Phil Silvers a Golfus de Roma com "Pseudolus" - Clifton Davis a Two Gentlemen of Verona com "Valentine" - Barry Bostwick a Grease com "Danny Zuko" - Raúl Juliá a Two Gentlemen of Verona com "Proteus" - 1973 Ben Vereen a Pippin com "The Leading Player" - Len Cariou a A Little Night Music com "Frederick Egerman" - Robert Morse a Sugar com "Jerry" - Brock Peters a Lost a the Stars com "Stephen Kumalo" - 1974 Christopher Plummer a Cyrano com "Cyrano de Bergerac" - Alfred Drake a Gigi com "Honore Lachailles" - Joe Morton a Raisin com "Walter Lee Younger" - Lewis J. Stadlen a Candide com "Dr. Pangloss" / "Governor" / "Host" / "Sage"/ "Voltaire" | - 1975 John Cullum a Shenandoah com "Charlie Anderson" - Joel Grey a Goodtime Charley com "Charley" - Raúl Juliá a Where's Charley? com "Charley Wykeham" - Eddie Mekka a The Lieutenant com "Lieutenant" - Robert Preston a Mack & Mabel com "Mack Sennett" - 1976 George Rose a My Fair Lady com "Alfred P. Doolittle" - Makoto Iwamatsu a Pacific Overtures com "Jonathan Goble" / "Reciter" / "Shogun" - Jerry Orbach a Chicago com "Billy Flynn" - Ian Richardson a My Fair Lady com "Henry Higgins" - 1977 Barry Bostwick a The Robber Bridegroom com "Jamie Lockhart" - Robert Guillaume a Guys and Dolls com "Nathan Detroit" - Raúl Juliá a The Threepenny Opera com "Macheath" - Reid Shelton a Annie com "Oliver Warbucks" - 1978 John Cullum a On the Twentieth Century com "Oscar Jaffee" - Eddie Bracken a Hello, Dolly! com "Horace Vandergelder" - Barry Nelson a The Act com "Dan Conners" - Gilbert Price a Timbuktu! com "The Mansa of Mali" - 1979 Len Cariou a Sweeney Todd com "Sweeney Todd" - Vincent Gardenia a Ballroom com "Alfred Rossi" - Joel Grey a The Grand Tour com "S. L. Jacobowsky" - Robert Klein a They're Playing Our Song com "Vernon Gersch" |

### 1980
| - 1980 Jim Dale a Barnum com "P. T. Barnum" - Gregory Hines a Comin' Uptown com "Scrooge" - Mickey Rooney a Sugar Babies com "Mickey" - Giorgio Tozzi a The Most Happy Fella com "Tony" - 1981 Kevin Kline a The Pirates of Penzance com "The Pirate King" - Gregory Hines a Sophisticated Ladies com "Performer" - George Rose a The Pirates of Penzance com "Major-General Stanley" - Martin Vidnovic a Brigadoon com "Tommy Albright" - 1982 Ben Harney a Dreamgirls com "Curtis Taylor Jr." - Herschel Bernardi a Fiddler on the Roof com "Tevye" - Victor Garber a Little Me com "Fred Poitrine" / "Noble Eggleston" / "Noble Junior" / "Val du Val" - Raúl Juliá a Nine com "Guido Contini" - 1983 Tommy Tune a My One and Only com "Captain Billy Buck Chandler" - Al Green a Your Arms Too Short to Box with God com "Performer" - George Hearn a A Doll's Life com "Actor" / "Johan" / "Torvald" - Michael V. Smartt a Porgy and Bess com "Porgy" - 1984 George Hearn a La Cage aux Folles com "Albin" - Gene Barry a La Cage aux Folles com "Georges' - Ron Moody a Oliver! com "Fagin" - Mandy Patinkin a Sunday a the Park with George com "George" | - 1985 -No es concediren - 1986 George Rose a The Mystery of Edwin Drood com "Mayor Thomas Sapsea" / "William Cartwright" - Don Correia a Singin' a the Rain com "Don Lockwood" - Cleavant Derricks a Big Deal com "Charley" - Maurice Hines a Uptown... It's Hot! com "Performer" - 1987 Robert Lindsay a Me and My Girl com "Bill Snibson" - Roderick Cook a Oh Coward! com "Performer" - Terrence Mann a Les Misérables com "Inspector Javert" - Colm Wilkinson a Les Misérables com "Jean Valjean" - 1988 Michael Crawford a The Phantom of the Opera com "The Phantom" - Scott Bakula a Romance/Romance com "Alfred Von Wilmers" / "Sam" - David Carroll a Chess com "Anatoly" - Howard McGillin a Anything Goes com "Billy Crocker" - 1989 Jason Alexander a Jerome Robbins' Broadway com "Cigar" / "Emcee" / "Floy" / "Pa" / "Pseudolus" / "Tevye" / "The Settler" - Gabriel Barre a Starmites com "Trinkulus" - Brian Lane Green a Starmites com "Spacepunk" - Robert La Fosse a Jerome Robbins' Broadway com "3rd Dancer" / "Gaby" / "Tony" / "Company Member of '...Forum'" |

### 1990
| - 1990 James Naughton a City of Angels com "Stone" - David Carroll a Grand Hotel com "Felix Von Gaigern" - Gregg Edelman a City of Angels com "Stine" - Bob Gunton a Sweeney Todd com "Sweeney Todd" - 1991 Jonathan Pryce a Miss Saigon com "The Engineer" - Keith Carradine a The Will Rogers Follies com "Will Rogers" - Paul Hipp a Buddy com "Buddy Holly" - Topol a Fiddler on the Roof com "Tevye" - 1992 Gregory Hines a Jelly's Last Jam com "Jelly Roll Morton" - Harry Groener a Crazy for You com "Bobby Child" - Nathan Lane a Guys and Dolls com "Nathan Detroit" - Michael Rupert a Falsettos com "Marvin" - 1993 Brent Carver a Kiss of the Spider Woman com "Molina" - Tim Curry a My Favorite Year com "Alan Swann" - Con O'Neill a Blood Brothers com "Mickey" - Martin Short a The Goodbye Girl com "Elliot" - 1994 Boyd Gaines a She Loves Me com "Georg Nowack"' - Victor Garber a Damn Yankees com "Mr. Applegate" - Terrence Mann a Beauty and the Beast com "The Beast" - Jere Shea a Passion com "Giorgio" | - 1995 Matthew Broderick a How to Succeed a Business Without Really Trying com "J. Pierrepont Finch" - Alan Campbell a Sunset Boulevard com "Joe Gillis" - Mark Jacoby a Show Boat com "Gaylord Ravenal" - John McMartin a Show Boat com "Cap'n Andy" - 1996 Nathan Lane a Golfus de Roma com "Pseudolus" - Savion Glover a Bring a 'da Noise, Bring a 'da Funk com "'da Beat" / "Lil' Dahlin'" - Adam Pascal a Rent com "Roger Davis" - Lou Diamond Phillips a The King and I com "The King of Siam" - 1997 James Naughton a Chicago com "Billy Flynn" - Robert Cuccioli a Jekyll & Hyde com "Dr. Henry Jekyll" / "Edward Hyde" - Jim Dale a Candide com "2nd Gambler" / "Businessman"/ "Dr. Pangloss" / "Governor" / "Sage" / "Voltaire" - Daniel McDonald a Steel Pier com "Bill Kelly" - 1998 Alan Cumming a Cabaret com "The Master of Ceremonies" - Peter Friedman a Ragtime com "Tateh" - Brian Stokes Mitchell a Ragtime com "Coalhouse Walker, Jr." - Douglas Sills a The Scarlet Pimpernel com "Percy Blakeney" - 1999 Martin Short a Little Me com "Noble Eggleston" / "Amos Pinchley" / "Benny Buchsbaum" / "Val du Val" / "Fred Poitrine" / "Otto Schnitzler" / "Prince Cherney" / "The Drunk" - Brent Carver a Parade com "Leo Frank" - Adam Cooper a Swan Lake com "Dancer" - Tom Wopat a Annie Get Your Gun com "Frank Butler" |

### 2000
| - 2000 Brian Stokes Mitchell a Kiss Me, Kate com "Fred Graham" / "Petruchio" - Craig Bierko a The Music Man com "Harold Hill" - George Hearn a Putting It Together com "The Husband" - Mandy Patinkin a The Wild Party com "Burrs" - Christopher Walken a The Dead com "Gabriel Conroy" - 2001 Nathan Lane a The Producers com "Max Bialystock" - Matthew Broderick a The Producers com "Leo Bloom" - Kevin Chamberlin a Seussical com "Horton the Elephant" - Tom Hewitt a The Rocky Horror Show com "Frank N Furter" - Patrick Wilson a The Full Monty com "Jerry Lukowski" - 2002 John Lithgow a Sweet Smell of Success com "J.J. Hunsecker" - Gavin Creel a Thoroughly Modern Millie com "Jimmy Smith" - John McMartin a Into the Woods com "Narrator" / "Mysterious Man" - Patrick Wilson a Oklahoma! com "Curly" - John Cullum a Urinetown The Musical com "Caldwell B. Cladwell" - 2003 Harvey Fierstein a Hairspray com "Edna Turnblad" - Antonio Banderas a Nine, The Musical com "Guido Contini" - Malcolm Gets a Amour com "Dusoleil" - Brian Stokes Mitchell a Man of La Mancha com "Don Quixot" / "Cervantes" - John Selya a Movin' Out com "Eddie" - 2004 Hugh Jackman a The Boy from Oz com "Peter Allen" - Hunter Foster a Little Shop of Horrors com "Seymour" - Alfred Molina a Fiddler on the Roof com "Tevye" - Euan Morton a Taboo com "George" - John Tartaglia a Avenue Q com "Princeton" / "Rod" | - 2005 Norbert Leo Butz a Dirty Rotten Scoundrels com "Freddy Benson" - Hank Azaria a Monty Python's Spamalot com "Sir Lancelot" / "The French Taunter" / "Knight of Ni" / "Tim the Enchanter" - Gary Beach a La Cage aux Folles com "Albin" - Tim Curry a Monty Python's Spamalot com "King Arthur" - John Lithgow a Dirty Rotten Scoundrels com "Lawrence Jameson" - 2006 John Lloyd Young a Jersey Boys com "Frankie Valli" - Michael Cerveris a Sweeney Todd com "Sweeney Todd" - Harry Connick Jr. a The Pajama Game com "Sid Sorokin" - Stephen Lynch a The Wedding Singer com "Robbie Hart" - Bob Martin a The Drowsy Chaperone com "Man a Chair" - 2007 David Hyde Pierce a Curtains com "Lieutenant Frank Cioffi" - Michael Cerveris a LoveMusik com "Kurt Weill" - Raúl Esparza a Company com "Robert" - Jonathan Groff a Spring Awakening com "Melchior" - Gavin Lee a Mary Poppins com "Bert" - 2008 Paulo Szot a South Pacific com "Emile de Becque" - Daniel Evans a Sunday a the Park with George com "Georges Seurat" / "George" - Lin-Manuel Miranda a In the Heights com "Usnavi" - Stew a Passing Strange com "Narrator" - Tom Wopat a A Catered Affair com "Tom Hurley" - 2009 David Alvarez, Trent Kowalik i Kiril Kulish a Billy Elliot the Musical com "Billy Elliot" - Gavin Creel a Hair com "Claude" - Brian d'Arcy James a Shrek the Musical com "Shrek" - Constantine Maroulis a Rock of Ages com "Drew" - J. Robert Spencer a Next to Normal com "Dan" |

### 2010
| - 2010: Douglas Hodge – La Cage aux Folles com Albin - Kelsey Grammer – La Cage aux Folles com Georges - Sean Hayes – Promises, Promises com Chuck Baxter - Chad Kimball – Memphis com Huey Calhoun - Sahr Ngaujah – Fela! com Fela Kuti - 2011: Norbert Leo Butz – Catch Me If You Can com Carl Hanratty - Josh Gad – The Book of Mormon com Elder Cunningham - Joshua Henry – The Scottsboro Boys com Haywood Patterson - Andrew Rannells – The Book of Mormon com Elder Price - Tony Sheldon – Priscilla, Queen of the Desert com Bernadette - 2012: Steve Kazee – Once com Guy - Danny Burstein – Follies com Buddy Plummer - Jeremy Jordan – Newsies com Jack Kelly - Norm Lewis – Porgy and Bess com Porgy - Ron Raines – Follies com Ben Stone - 2013: Billy Porter - Kinky Boots com Lola - Bertie Carvel - Matilda The Musical com Miss Trunchbull - Santino Fontana - Rodgers + Hammerstein's Cinderella com the Prince - Rob McClure - Chaplin, the musical com Charlie Chaplin - Stark Sands - Kinky Boots com Charlie Price - 2014: Neil Patrick Harris - Hedwig and the Angry Inch com a Hedwig Schmidt - Ramin Karimloo - Les Misérables com a Jean Valjean - Andy Karl - Rocky the Musical com a Rocky Balboa - Jefferson Mays - A Gentleman's Guide to Love and Murder com a The D'Ysquith Family - Bryce Pinkham - A Gentleman's Guide to Love and Murder com a Monty Navarro | - 2015: Michael Cerveris - Fun Home com a Bruce Bechdel - Brian d'Arcy James - Something Rotten! com a Nick Bottom - Robert Fairchild - An American in Paris com a Jerry Mulligan - Ken Watanabe - The King and I com The King of Siam - Tony Yazbeck - On the Town com a Gabey - 2016: Leslie Odom Jr. - Hamilton com a Aaron Burr - Alex Brightman - School of Rock com a Dewey Finn - Danny Burstein - Fiddler on the Roof com a Tevye - Zachary Levi - She Loves Me com a Georg Nowack - Lin-Manuel Miranda - Hamilton com a Alexander Hamilton - 2017: Ben Platt - Dear Evan Hansen com a Evan Hansen - Christian Borle - Falsettos com a Marvin - Josh Groban - Natasha, Pierre & The Great Comet of 1812 com a Pierre Bezukhov - Andy Karl - Groundhog Day com a Phil Connors - David Hyde Pierce - Hello, Dolly! com a Horace Vandergelder - 2018: Tony Shalhoub - The Band's Visit com a Tewfiq Zakaria - Harry Hadden-Paton - My Fair Lady com a Henry Higgins - Joshua Henry - Carousel com a Billy Bigelow - Ethan Slater - SpongeBob SquarePants com a SpongeBob SquarePants - 2019: Santino Fontana - Tootsie com a Michael Dorsey / Dorothy Michaels - Brooks Ashmanskas - The Prom com a Barry Glickman - Derrick Baskin - Ain’t Too Proud com a Otis Williams - Alex Brightman - Beetlejuice com a Beetlejuice - Damon Daunno - Oklahoma! com a Curly McLain |

### 2020
| - 2020: Aaron Tveit - Moulin Rouge! The Musical com a Christian - 2021: La cerimònia no es va celebrar. - 2022: Myles Frost - MJ com a Michael Jackson - Billy Crystal - Mr. Saturday Night com a Buddy Young, Jr - Hugh Jackman - The Music Man com a Harold Hill - Rob McClure - Mrs. Doubtfire com a Daniel Hillard - Jaquel Spivey - A Strange Loop com a Usher |

Notes
1. ↑  El premi no va ser concedit ja que no hi va haver suficients musicals durant la temporada.[2]
2. ↑  Tot i ser l'únic nominat en la categoria, per tal de guanyar va necessitar que un 60% dels votants el votés.[3]

## Rècords dels premis

### Múltiples premis
| 2 premis - Norbert Leo Butz - John Cullum - Richard Kiley - Nathan Lane - Zero Mostel - James Naughton - Robert Preston - George Rose - Phil Silvers |

### Múltiples nominacions
| 4 nominacions - John Cullum - Raúl Juliá 3 nominacions - Len Cariou - Michael Cerveris - Alfred Drake - Joel Grey - George Hearn - Gregory Hines - Richard Kiley - Nathan Lane - Brian Stokes Mitchell - Robert Morse - Robert Preston - George Rose - Phil Silvers | 2 nominacions - Herschel Bernardi - Ray Bolger - Barry Bostwick - Alex Brightman - Matthew Broderick - Danny Burstein - Norbert Leo Butz - David Carroll - Brent Carver - Jack Cassidy - Gavin Creel - Tim Curry - Jim Dale - Santino Fontana - Victor Garber - Joshua Henry - Brian d'Arcy James - Andy Karl - John Lithgow - Terrence Mann - John McMartin - Lin-Manuel Miranda - Zero Mostel - James Naughton - Jerry Orbach Mandy Patinkin - David Hyde Pierce - Martin Short - Robert Weede - Patrick Wilson - Tom Wopat |

## Curiositats
- El personatge de Pseudolus a Golfus de Roma ha donat el Premi Tony a 3 actors diferents que l'han interpretat:
  - 1963 – Zero Mostel
  - 1972 – Phil Silvers
  - 1996 – Nathan Lane
- El 1989, Jason Alexander guanyà el premi representant a diversos personatges a Jerome Robbins' Broadway, entre ells el de Pseudolus
- Dos personatges més han donat el premi a diversos guanyadors:
  - J. Pierrepont Finch a How to Succeed a Business Without Really Trying:
    - 1962 – Robert Morse
    - 1995 – Matthew Broderick

  - i Emile de Beque a South Pacific:
    - 1950 - Ezio Pinza
    - 2008 - Paulo Szot
- Dos han guanyat el premi per la seva actuació a  My Fair Lady, cadascun per un paper diferent:
  - 1957 – Rex Harrison, interpretant a Henry Higgins
  - 1976 – George Rose, interpretant a Alfred P. Doolitle
  - Ian Richardson, who played Henry Higgins a 1976, was also nominated.
- El paper amb més nominacions és el de Tevye, de  Fiddler on the Roof. Quatre actors han estat nominats per les seves interpretacions, dels quals un ha guanyat el premi:
  - 1965 – Zero Mostel (winner)
  - 1982 – Herschel Bernardi
  - 1991 – Chaim Topol
  - 2004 – Alfred Molina
- Tres actors van ser nominats a aquesta categoria per papers que abans havien estat classificats com Millor Actor de Repartiment de Musical: George Rose guanyà el de Millor Actor el 1976 interpretant a Alfred P. Doolitle a  My Fair Lady, mentre que el 1956 Stanley Holloway va ser-ho a Millor Actor de Repartiment. El mateix passà amb Lou Diamond Phillips, nominat a Millor Actor per interpretar al Rei de Siam a  The King and I el 1996, mentre que guanyà Yul Brynner el de Millor Actor de Repartiment el 1951 pel mateix paper. També, Alan Cumming el guanyà pel seu paper com a Mestre de Cerimònies a Cabaret el 1998, mentre que Joel Grey l'havia guanyat com a Actor de Repartiment el 1966.
- Harvey Fierstein és l'únic actor que l'ha guanyat interpretant a una dona, el 2003, per la seva interpretació de Edna Turnblad a Hairspray.
- Mai no hi ha hagut cap victòria consecutiva, i només 4 actors han aconseguit dues nominacions consecutives: Gregory Hines (1980/1981), George Hearn (1983/1984), Patrick Wilson (2001/2002) i Michael Cerveris (2006/2007).
- El 2009, David Alvarez, Trent Kowalik, i Kiril Kulish van ser nominats conjuntament per les seves interpretacions a Billy Elliot interpretant al personatge homònim. Van guanyar el premi, sent la primera vegada que es concedeix de manera conjunta.
- El 2021, Aaron Tveit va ser l'únic nominat en la categoria, tot i així necessita un 60% dels vots per tal de guanyar.[4]